# Vonones ornatus
Vonones ornatus is een hooiwagen uit de familie Cosmetidae.